# I Like How It Feels
«I Like How It Feels» —en español: «Me gusta cómo se siente»— es una canción realizada por el cantante español Enrique Iglesias. La canción fue originalmente destinada a ser el primer sencillo de la reedición del álbum Euphoria de Iglesias, sin embargo, el lanzamiento fue cancelado después de que el rendimiento en las listas, no fue el esperado. Posteriormente se decidió lanzarlo para promocionar el duodécimo álbum de Iglesias, ReLoaded. La canción también cuenta con la colaboración en las voces, del rapero estadounidense Pitbull y de los productores The WAV.s, y fue producido por RedOne. Se trata de la tercera colaboración entre Enrique y Pitbull después de "I Like It" y la canción de Pitbull "Come 'n' Go" incluida en el álbum Planet Pit. La canción fue lanzada en formato digital en Australia y algunos países de Europa el 23 de septiembre de 2011, y en los Estados Unidos, el 4 de octubre de 2011.
Una versión realizada por Pitbull junto a Enrique Iglesias y Afrojack, colaborando en la producción, fue titulada como "I Like (The Remix)", y fue lanzada el 30 de enero de 2012.

## Vídeo musical
El video musical se estrenó el viernes 30 de septiembre de 2011 a través de su página web oficial y por VEVO. Fue dirigido por el propio Enrique Iglesias, en el que aparecen varios artistas, entre ellos cantantes como Juanes, Pitbull, Nicole Scherzinger, Nayer, los actores Eva Longoria, Ken Jeong, George López y la tenista Serena Williams. El vídeo comienza con Enrique jugando en una playa con su perro y una escena donde muestra a Enrique cuando era un niño en una entrevista en 1979. También muestra escenas de su gira internacional "Euphoria".

## Apariciones en medios
- La canción fue usada recientemente en el 2012, para el comercial australiano de Toyota Yaris.
- La canción fue utilizada como parte de la promoción del canal australiano Seven Network para la temporada 2012 del fútbol australiano (AFL) y para la ampliación de la cobertura.
- La canción fue interpretada por los tres finalistas en The X Factor (3ª edición australiana)
- El reality argentino Soñando por Cantar utilizó esta canción como canción principal del programa.

## Lista de canciones
Reino Unido/ — Descarga digital
1. "I Like How It Feels" – 3:40
2. "I Like How It Feels" (video musical) – 6:18

 Reino Unido — Descarga digital (The Remixes)
1. "I Like How It Feels" – 3:39
2. "I Like How It Feels" (Benny Benassi Remix) – 5:29
3. "I Like How It Feels" (DJ Vice Remix) – 6:00
4. "I Like How It Feels" (Jump Smokers Remix) – 5:14
5. "I Like How It Feels" (Sidney Samson Remix) – 6:18

## Posicionamiento en listas y certificaciones
| Lista (2011-12)                           | Mejor posición |
| ----------------------------------------- | -------------- |
| Australia (ARIA)                          | 26             |
| Bélgica (Flandes) (Ultratop 50)           | 43             |
| Bélgica (Valonia) (Ultratop 50)           | 43             |
| Canadá (Canadian Hot 100)                 | 11             |
| Dinamarca (Tracklisten)                   | 31             |
| Eslovaquia (Rádio Top 100)                | 14             |
| España (Top 100 Canciones)                | 14             |
| Estados Unidos (Billboard Hot 100)        | 74             |
| Estados Unidos (Hot Dance Club Songs)     | 1              |
| Estados Unidos (Pop Songs)                | 39             |
| Estados Unidos (Latin Pop Airplay)        | 31             |
| Hungría (Rádiós Top 40)                   | 37             |
| Países Bajos (Dutch Top 40)               | 37             |
| Nueva Zelanda (Recorded Music NZ)         | 19             |
| Reino Unido (The Official Charts Company) | 135            |
| Rumania (Top 100 Rumania)                 | 67             |

| País      | Organismo certificador | Certificación    | Ventas |
| --------- | ---------------------- | ---------------- | ------ |
| Australia | ARIA                   | Disco de Oro     | 35.000 |
| Canadá    | CRIA                   | Disco de Platino | 80.000 |

## Sucesión en listas
| Predecesor: "Love You like a Love Song" de Selena Gomez & the Scene | Hot Dance Club Songs — Sencillo N° 1 17 de diciembre de 2011 — 24 de diciembre de 2011 | Sucesor: "Countdown" de Beyoncé |